# 有津港
有津港（あろうづこう）は、愛媛県今治市伯方町有津にある港湾。管理者は今治市。地方港湾。

## 概要
有津地区の東側に渡船の発着する船着き場があり、瀬戸内しまなみ海道振興協議会の船便案内では「尾浦港」と表記されている。
尾浦港
「尾浦港」地図

## 航路
- シーセブン
  - 尾浦（伯方島）- 鵜島 - 宮窪港（大島）